# Цих Володимир Францович
Володимир Францович Цих (1805, Харківська губернія — 19 квітня 1837, Київ) — київський науковець. Професор. Ректор Київського університету.

## Біографія
Народився 1805 року на Харківщині у родині православного майора, серба чи угорця. У 1822 році закінчив Катеринославську гімназію. У 1825 році закінчив Харківський університет, зі ступенем кандидат словесності. У 1833 році захистив магістерську дисертацію «Про способи викладання історії».
З 1830 року старший вчитель історії та французьких перекладів Харківського інституту шляхетних дівчат, а також інспектор класів.
З 1831 року викладає всесвітню політичну історію в Харківському університеті, при якому призначений членом випробувального комітету для вчителів гімназій та повітових училищ.
З 21 квітня 1834 року — візитатор Подільської та Вінницької гімназій і Уманських пансіонів.
У 1835 році призначений екстраординарним професором і деканом 1 відділення філософського факультету в Університет Св. Володимира в Києві.
22 лютого 1835 року був удостоєний за заслуги звання ординарного професора всесвітньої історії.
Був деканом, входив до складу комітету Училища, був візитатором приватних училищ м. Києва.
Працював проректором Київського університету, в.о. ректора (1833—1834) Київського університету Св. Володимира.
1 грудня 1836 року обраний ректором Київського університету Св. Володимира.

## Наукові праці
- Про способи викладання історії, Харків (1833);
- Про елліно-македонський період, Санкт-Петербург (1835).